# MinGW
MinGW (مخفف Minimalist GNU for Windows به معنی نسخه مینیمال گنو برای ویندوز) همان mingw32 سابق  که امروزه در پروژه Mingw_w64 بایگانی‌شده  در ۲۸ ژوئیه ۲۰۲۱ توسط Wayback Machine نیز منشعب شده است، یک محیط توسعه آزاد و متن باز برای ایجاد برنامه‌های کاربردی مایکروسافت ویندوز است.
برای نوشتن برنامه به زبان های ++c / c باید کامپایلر این زبان ها را بر روی سیستم خود نصب و سپس فعالسازی کنید.
برخی از زبان های برنامه نویسی سطح بالا به صورت کامپایلری هستند که برنامه های نوشته شده برای سیستم قابل فهم نیستند به همین خاطر برای ترجمه برنامه های نوشته شده به زبان ماشین باید از کامپایلر استفاده نمود.

برخی از کامپایلرهای ++C/C  که در زیر برخی از آنها لیست شده است:
1-  AMD Optimizing
2- Arm compiler
3- C++ Builder
4- TCC (turbo C++)
5- Clang
6- GCC (g++)
7- IAR C/C++ (ICC)
8- Cray C/C++ (CC)

نکته ای که باید مورد توجه قرار دهید تفاوت IDE با کامپایلر است.
در واقع IDE ( Integrated development environment ) یک نرم افزار محیط توسعه یکپارچه است، که در آن کلیه امکانات لازم برای برنامه نویسی نظیر کامپایلر، دیباگر، ادیتور و ... قرار داده شده است، این درحالی است که کامپایلر یک برنامه زبان ترجمه است.
برای نمونه میتوان ویژوال استدیو، کدبلاکس، نت بینز و ایکلیپس را از معروفترین IDE هایی دانست که برنامه نویسان برای نوشتن برنامه خود از آن استفاده می کنند.
در واقع زمانی که یک برنامه را در محیط IDE  مینویسید شما از قابلیت ویرایش متن text edit آن استفاده می کنید و زمانی که برنامه را کامپایل می کنید شما در حال استفاده از کامپایلر تعبیه شده در آن IDE هستید که میتواند هر کدام از کامپایلرهای لیست شده در بالا باشد.
به عنوان مثال اگر شما برای نوشتن یک برنامه در ویندوز از IDE کد بلاکس Code::Blocks استفاده کنید، این برنامه برای ترجمه دستورات شما از کامپایلر MinGW استفاده میکند.
همانطور که در بالا گفته شده برای ترجمه دستورات نوشته شده به زبانهای ++c / c میتوان از کامپایلر GCC استفاده کرد.
کامپایلر GCC (g++) یک کامپایلر برای محیط گنوم می باشد که در گذشته به دلیل کامپایل زبان C از آن به عنوان GNU C Compiler نام برده میشد اما با گذشت زمان و اضافه شدن امکان کامپایل دیگر زبان های برنامه نویسی به GNU collection Compiler تغییر نام پیدا کرد.
همانطور که از نام این کامپایلر پیداست برای محیط گنو گسترش پیدا کرده است و شما به صورت پیش فرض قادر به استفاده از آن در محیط ویندوز نخواهید بود.
برای اسفاده از کامپایلر GCC در محیط ویندوز می بایست یکی از پورت های MinGW ، Cygwin ، Msys2 ، win subsystem را بر روی سیستم خود نصب کنید.
در واقع MinGW یک پورت برای ایجاد دسترسی به کامپایلر GCC در محیط ویندوز است.
زمانی که کامپایلر MinGW را بر روی سیستم خود نصب می کنید می بایست از دایرکتوری فایل bin آن یک کپی گرفته و در قسمت path موجود در Environment سیستم آن را اضافه کنید در غیر این صورت تنها با نصب این کامپایلر قادر به استفاده از آن نخواهید شد.
برای اطمینان از نصب و فعال سازی این کامپایلر در محیط کامنت بار ویندوز عبارت GCC --version را وارد کنید، در صورتی که این کامپایلر بر روی سیستم شما نصب شده باشد با معرفی نامه و About این کامپایلر به همراه شماره ورژن آن مواجه خواهید شد.